# Wit (biskup misyjny Litwy)
Wit (zm. 24 maja prawdopodobnie w 1268) – polski dominikanin, biskup Litwy.

## Życiorys
Nie wiemy nic o jego przeszłości. Należał do zakonu dominikanów. W 1253 roku został konsekrowany pierwszym biskupem misyjnym na Litwie po przyjęciu chrztu przez Mendoga dwa lata wcześniej. Sakrę miał przyjąć z rąk arcybiskupa Pełki. 8 maja 1254 Wit brał udział w uroczystościach translacji relikwii św. Stanisława w Krakowie. Z biskupiego okresu życia Wita dysponujemy również wzmianką o jego liście do papieża Innocentego IV, którego kopia przechowywana była w bibliotece dominikanów w Krakowie, a wraz z nią list, który spłonął w pożarze w 1850 roku. Około 1255 roku musiał zrzec się tej godności na skutek przeciwdziałania Krzyżaków. Po opuszczeniu Litwy, na mocy upoważnienia papieskiego, pełnił funkcję sufragana wrocławskiego do około 1260 roku, a następnie biskupa pomocniczego poznańskiego przynajmniej do 1263 roku. Był czczony jako błogosławiony.
Śmierć Wita odnotowana została w nekrologu krakowskich dominikanów pod datą 24 maja bez podania roku. Od razu po śmierci miał dokonywać cudów wspólnie ze św. Jackiem, o czym informuje żywot tego świętego. Zdarzenia te zostały zapisane pod latami 1269, 1271, 1280 i 1289 (dwa wypadki).  Żywot św. Jacka pochodzi z połowy XIV w., ale odnotowane tam cuda zostały oparte na zaginionym później rejestrze prowadzonym na bieżąco od 1268.
Biskup Wit pojawia się w 1260 na dokumencie uposażenia kościoła maryjnego w Szprotawie i równocześnie przyznającym czterdziestodniowy odpust odwiedzającym tutejszy ołtarz maryjny. Biskup figuruje w dokumencie jako brat Vitus z Zakonu Kaznodziejskiego (łac. …de ordine fratrum predicatorum…).

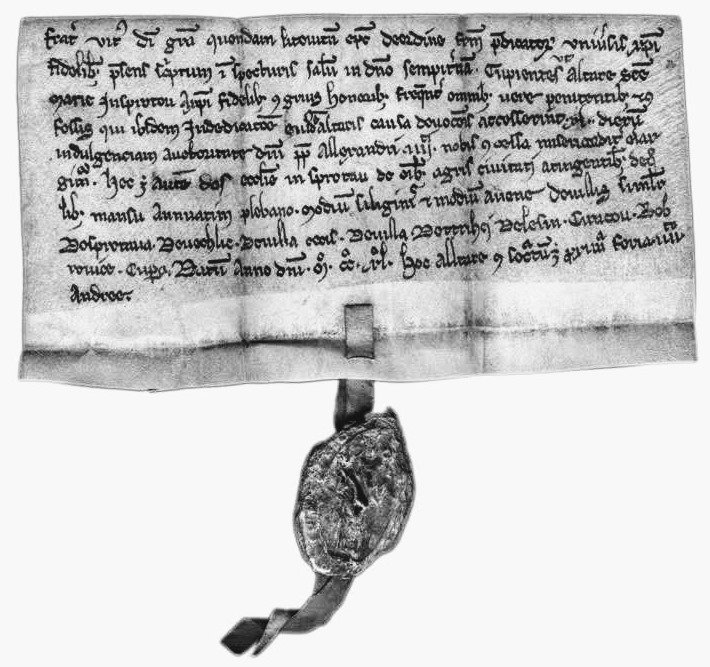
Dokument biskupa Wita z 1260 przyznający 40 dni odpustu dla odwiedzających ołtarz maryjny w Szprotawie